# Sacha Distel
Sacha Distel, född 29 januari 1933 i Paris, död 22 juli 2004 nära Saint-Tropez, Var, var en fransk jazzmusiker och sångare.

## Biografi
Sacha Distels far var kemiingenjör och modern pianist, och hans morbror var jazzmusikern Ray Ventura.
Sedan unga år älskade han jazz och gjorde debut som jazzgitarrist på Olympia i Paris 1948. Han kom sedan att spela tillsammans med legender såsom Stan Getz och Dizzy Gillespie.
I slutet på 1950-talet hade han en mycket omskriven romans med skådespelerskan Brigitte Bardot. Han blev känd genom låten "Brigitte" från 1958 som var en hyllning till henne och där ett foto av paret blev skivomslag, mot Bardots vilja.
Distel fick en stor skivsuccé 1958 med Scoubidou. 1964 skrev han låten La belle vie som spelades in av bland andra Tony Bennett och Frank Sinatra och sedan följde hits såsom Tu es le soleil de ma vie och Mon beau chapeau.. Distel spelade in mer än 220 sånger på franska, tyska, engelska och italienska. Han var populär över hela Europa och betraktad som urtypen av "fransk älskare". Han hade stora framgångar med sina shower, bland annat på Prince of Wales Theatre i London i början av 1970-talet.
I mitten av 1980-talet blev Distel inblandad i en skandal då han kraschade med sin Porsche och hans medpassagerare, den franska skådespelerskan Chantal Nobel, var en hårsmån från döden. Rykten uppstod att de två hade en kärleksaffär.
Distel var sedan 1963 gift med skidåkerskan Françoise Breaud och de hade två barn. Han avled i cancer 2004, 71 år gammal.